# Ed Elisian
Ed Elisian, właściwie Edward Gulbeng Eliseian (ur. 9 grudnia 1926 roku w Oakland, zm. 30 sierpnia 1959 roku w Wisconsin State Fair Park w Milwaukee) – amerykański kierowca wyścigowy.
W latach 1953–1959 wziął udział w 43 wyścigach USAC National Championship. Jego najlepszym wynikiem było trzecie miejsce (Langhorne 1959), zdobył także jedno pole position (Milwaukee 1957).

## Indianapolis 500 i kontrowersje
W 1955 roku jako pierwszy kierowca w historii wyścigu dobrowolnie zatrzymał swój samochód, aby pobiec na miejsce tragicznego wypadku bliskiego przyjaciela, Billa Vukovicha.
To zdarzenie zostało przyćmione przez incydent z 1958 roku, gdy startujący z drugiej pozycji Elisian wpadł w poślizg na pierwszym okrążeniu, czym wywołał zbiorowy karambol, w którym zginął Pat O'Connor. W efekcie został zawieszony w prawach zawodnika przez USAC na kilka dni.
Niespełna miesiąc później, podczas wyścigu sprint carów na torze New Bremen Speedway w stanie Ohio, Elisian brał udział w kolizji z Jimem Davisem, który zmarł wskutek obrażeń kilka dni później. Sędziowie wyścigu nie stwierdzili winy Elisiana w tym przypadku, lecz jego reputacja wśród innych kierowców całkowicie legła w gruzach (jeszcze w 1956 roku Elisian został oskarżony o spowodowanie śmiertelnego wypadku Boba Sweikerta podczas wyścigu sprint carów w Salem; oddalono te zarzuty po analizie zapisu filmowego z kamer).
W 1959 roku Elisian nie zgłosił się do Indianapolis 500, wciąż będąc persona non grata na tym torze.

## Śmierć
Zginął w wypadku na torze Milwaukee Mile (ówcześnie Wisconsin State Fair Park) w 1959 roku. Na 28. z 200 okrążeń wpadł w poślizg na oleju wylanym ze zdefektowanego silnika A.J. Foyta i uderzył w zewnętrzną ścianę. Samochód obrócił się kołami do góry i stanął w płomieniach. Nieżywego Elisiana wydobyto z wraku dopiero po dziewięciu minutach.
Po śmierci Elisiana pojawiły się opinie, że pozostali kierowcy uczestniczący w tym wyścigu celowo nie przerwali rywalizacji, utrudniając dojazd straży pożarnej na miejsce wypadku. Te założenia pozostają jednak tylko w sferze domysłów.
Do dziś Elisian pozostaje jedną z najbardziej kontrowersyjnych postaci w historii amerykańskich sportów wyścigowych. Mimo ostracyzmu związanego z wypadkiem Pata O'Connora, nie sposób pominąć faktu, że Elisian wciąż pozostaje jedynym kierowcą w historii Indianapolis 500, który dobrowolnie zatrzymał samochód, aby pomóc innemu zawodnikowi. To wydarzenie nie ma jednak przełożenia na generalną ocenę kierowcy, jak choćby w analogicznym przypadku Davida Purleya w świecie Formuły 1.

## Starty w Indianapolis 500
Wszystkie starty Elisiana w Indianapolis 500 są zaliczane do punktacji MŚ Formuły 1.
| Rok  | Nadwozie     | Silnik      | Start | Wynik | Uwagi                                |
| ---- | ------------ | ----------- | ----- | ----- | ------------------------------------ |
| 1954 | Stevens      | Offenhauser | 31    | 18    |                                      |
| 1955 | Kurtis Kraft | Offenhauser | 29    | 30    | Zatrzymał się, aby pomóc Vukovichowi |
| 1956 | Kurtis Kraft | Offenhauser | 14    | 23    | Hamulce                              |
| 1957 | Kurtis Kraft | Offenhauser | 7     | 29    | Przednie koło zębate                 |
| 1958 | Watson       | Offenhauser | 2     | 28    | Wypadek                              |